# 爱德华兹商业大厦
爱德华兹商业大厦（西班牙語：Edificio Comercial Edwards）是智利圣地亚哥的一座零售商业大厦，铸铁建筑，位于武器广场东南侧，Merced和Paseo Estado Streets的拐角处。该建筑由由尤金尼奥·乔安农设计，1892年在法国预制，随后在智利组装。
1902年，奥古斯丁·爱德华兹·麦克·克吕尔获得了这处房产，将其转让给了他的兄弟劳尔，后者又将其卖给奥古斯丁·戈麦斯。1909年，这座建筑转给西班牙银行，1910年出售给圣地亚哥总教区。1930年代，这座建筑再次转手给海军互助会，1942年，埃特尔维诺·维拉纽瓦购买了这座建筑， 保留了二楼的零售空间。
1972年，这座建筑公布为智利历史古迹，1986年成为圣地亚哥历史中心遗产区的一部分。
建筑的底楼设有大的矩形门窗，二楼为半圆拱形窗户，三楼的窗格设有三角楣饰，并且用马赛克面板隔开。 并设有倒角，顶部为穹顶。